# عودة القافلة (فلم)
عودة القافلة هو مصري إنتاج 1946، إخراج أحمد بدرخان وبطولة سميرة خلوصي، حسين صدقي، حسين رياض.

## فريق العمل
إخراج: أحمد بدرخان
تأليف:
- أحمد بدرخان
- يوسف جوهر

بطولة:
- حسين صدقي
- سميرة خلوصي
- حسين رياض
- مختار عثمان
- محمود المليجي
- حسن فايق
- نجمة إبراهيم
- ثريا فخري
- حسن البارودي

## روابط خارجية
- مقالات تستعمل روابط فنية بلا صلة مع ويكي بيانات